# Expressway 29 (Südkorea)
Der Expressway 29  ist eine Schnellstraße in Südkorea. Die Autobahn soll eine 45 Kilometer lange Verbindung zwischen Seoul und Sinbuk sein. Es ist die erste Autobahn von Seoul nach Norden und erstreckt sich 30 Kilometer von der Grenze zu Nordkorea.

## Straßenbeschreibung
Der Expressway 29 beginnt im Osten von Seoul und verläuft nördlich-östlich aus der Stadt und überquert den Expressway 100, die Umgehungsstraße von Seoul. Dann folgt der Expressway 29 eine Nordost Schleife zum Tal, wo sie parallel zur Nationalstraße 47 verläuft. Der Expressway 29 verläuft durch relativ dicht besiedeltes Gebiet. In Sohol ist eine Kreuzung mit dem Expressway 400 geplant, dem zweiten Ring von Seoul. Die Autobahn endet bei Sinbuk auf der Nationalstraße 37.

## Zukunft
Am 17. November 2008 wurde die Autobahn von der südkoreanischen Regierung genehmigt und die Verträge mit dem Konzessionär wurden im Dezember 2010 unterzeichnet. Im Juni 2012 begann der Bau und im Juni 2017 soll die Autobahn eröffnet werden. Es ist dann die nördlichste Autobahn in Südkorea.